# La Gossa Sorda
La Gossa Sorda va ser un grup musical de Pego (Marina Alta, País Valencià). La seua música té ritmes de ska, rock, reggae i punk amb la utilització de molts ritmes mediterranis i altres influències. Fan servir instruments com la dolçaina. Les seues lletres en valencià ataquen els fonaments del sistema, la injustícia de l'ordre social i mundial actual, la lluita per salvar el País Valencià, el consumisme, la corrupció política, la crisi econòmica i l'integrisme religiós.

## Història
El grup es formà a Pego (Marina Alta, País Valencià) l'any 1997, i a les primeries de l'any 1999 es decideixen a fer el seu primer concert. Dos anys després, en el 2001 trauen la seua primera maqueta La Gossa està que bossa. Amb l'arribada del seu primer disc Vigila s'obren camí cap altres indrets de l'àmbit lingüístic català, actuant a Catalunya com és el cas del Rebrot de 2003, d'aquest disc té molt ressò la cançó «Senyor pirotècnic». Amb el seu segon disc Garrotades es convertiren en un dels grups més actius del 2006. És un dels grups de rock en valencià amb més èxit en l'actualitat, i actuen per tot el País Valencià, entre altres territoris com el País Basc, Catalunya, Illes Balears, Galícia i Madrid. A més, han actuat als festivals de rock d'àmbit estatal com el Viña Rock.
Compromesos amb la llengua i la terra valenciana, van traure el disc Saó el 2008, amb un gran èxit de vendes i actuacions per tot arreu.
En 2009 participen en la trobada d'instituts dels Països Catalans 'Com sona l'Eso', celebrada en Dénia i creen una cançó anomenada «A l'ombra del Montgó» específica per a aquell dia. Posteriorment, l'any 2010 van traure el disc L'últim heretge.
En el Festivern '12-13, celebrat a Tavernes de la Valldigna, feren el seu últim concert abans de fer una aturada temporal d'un any, per «pensar el projecte amb més perspectiva i poder traure-li tot el suc al que hem aprés durant aquestos anys». Durant l'any 2013, el cantant, Josep Nadal ha format part d'un altre grup anomenat Vertigen, juntament amb Joan Palomares.
A principis del 2014 anuncien un nou disc anomenat La Polseguera, de la mà del productor Jaume Faraig i la discogràfica Maldito Records, i que presentaren a Pego al juny, però abans fan la tornada als escenaris al reconegut Viña Rock. L'any 2014 també participaren en l'Acampada Jove.
Després d'una completa gira de presentació del disc, el 25 de març del 2015 anuncien la seua retirada amb una gira final durant aquell any i un seguit de concerts de comiat al principi de l'any 2016 als llocs més reconeguts on havien passat. La gira de l'Última Volta va passar per grans escenaris com la plaça de bous de València, el Viña Rock, la Mercè o per una presó de París. Decideixen gravar el que serà el seu primer i únic disc en directe a la sala Repvlicca durant els dies 17 i 18 de desembre amb moltíssimes col·laboracions i un concert de més de dues hores amb una sala a vessar. Acaben la gira al Festivern.
L'any 2016 anuncien els concerts de comiat, que van ser a Barcelona, Madrid, Viña Rock, Mallorca, Pego i al Japó, on participen en un gran festival com és el Fuji Rock.
Al gener de 2022 anuncien que Josep Nadal i Alexandre Seguí farien un concert junts el dia 22 d’abril de 2022 per a commemorar el 25 d’abril en la Plaça de Bous de València. Al concert, organitzat per Acció Cultural del País Valencià sota el lema “Hortitzó País Valencià”, també hi actuaran altres grups com La Fúmiga o El Diluvi.

## Discografia

### Maquetes

#### La gossa està que bossa - 2000
La seua primera maqueta amb les cançons amb què guanyen el concurs de Rock en Valencià del Consell de la Joventut.
- La lluna guerrillera
- Què volen aquesta gent?
- La font dels quatre xorros
- Kassalla contra Espanya
- Sóc

### Àlbums

#### Vigila - 2003
Disc guanyador del premi Promocions 2003 de Ràdio Nova
- Batiste Ceba: sobre la destrucció de l'Horta
- Estàs fotut: sobre la joventut
- Senyor pirotècnic: sobre la situació política actual del País Valencià. Guanyadora del concurs Esclat 2003 organitzat pels Maulets.
- Cada dia: sobre la repressió policial
- Vigila: sobre el capitalisme salvatge
- Ràdio Bemba: sobre les revoltes
- Carnestoltes: sobre el Carnestoltes de Pego

#### Garrotades - 2006

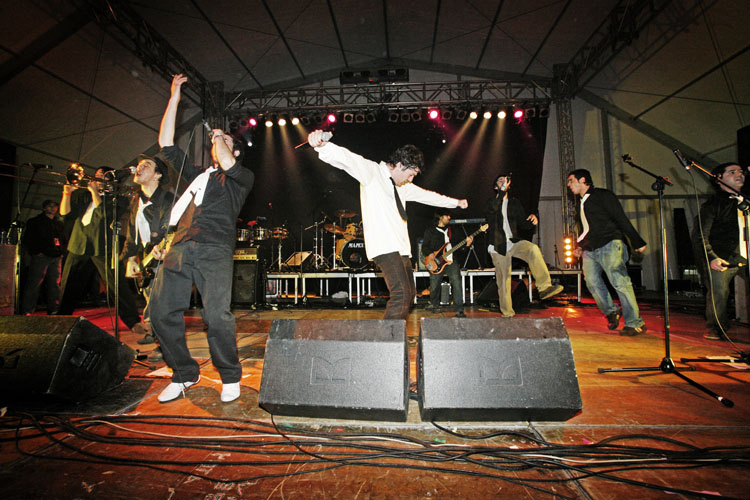
El grup al Festivern del 2007

- Intro
- Mos-kou
- Garrotades
- Colpeja fort
- Putrefactes
- Vindran
- Borinot
- Ball de rojos
- Mr. Bong
- Som de la Marina
- La guàrdia

#### Saó - 2008
- Entre canuts
- Farem saó
- Última volta
- De matinada
- Camals mullats
- Tres de Pego
- Respira
- Diuen
- Quina calitja
- Vianants
- El dia que tot rebente

#### L'últim heretge - 2010
- L'últim heretge
- Apocalipsi
- Amèrica
- Ateu
- Cassalla paradise
- Dona'm la mà
- Preferiria
- L'himne del desencant
- Babaloco
- Cavallers
- Falsos i absurds
- La història de la gossa (Bonus track)

#### La polseguera - 2014
- La polseguera
- De cara a la paret
- El pecat original
- Esbarzers
- La nostra sort
- La veu trencada
- Fa tres anys
- Dona d'aigua
- Viatge al centre de la guerra
- He robat un altre cor
- Aire
- El forn dels borratxos

### Senzills

#### Brut sangonera - 2005
Senzill editat el 2005.